# Liste des distinctions de Bruno Mars
 (février 2020).
Bruno Mars est un chanteur américain. En seulement une année, il a réussi à obtenir sept nominations en 2011 et six en 2012 aux Grammy Awards.
| Année | Pour                 | Cérémonie                      | Récompense                                     | Résultat   |
| ----- | -------------------- | ------------------------------ | ---------------------------------------------- | ---------- |
| 2010  | Nothin' on You       | BET Awards                     | Meilleure collaboration                        | Nomination |
| 2010  | Nothin' on You       | BET Awards                     | Vidéo de l'année                               | Nomination |
| 2010  | Nothin' on You       | BET Hip Hop Awards             | Meilleur clip vidéo hip-hop                    | Nomination |
| 2010  | Nothin' on You       | BET Hip Hop Awards             | Reese's Perfect Combo Award                    | Nomination |
| 2010  | Nothin' on You       | BET Hip Hop Awards             | Verizon People's Champ Award                   | Nomination |
| 2010  | Nothin' on You       | MTV Video Music Awards         | Meilleur clip vidéo Pop                        | Nomination |
| 2010  | Nothin' on You       | MTV2 Sucker Free Summit Awards | Instant Classic                                | Nomination |
| 2010  | Nothin' on You       | Soul Train Music Awards        | Chanson de l'année                             | Lauréat    |
| 2010  | Nothin' on You       | Teen Choice Awards             | Meilleur single                                | Nomination |
| 2011  | Nothin' on You       | 53e Grammy Awards              | Meilleure chanson rap                          | Nomination |
| 2011  | Nothin' on You       | 53e Grammy Awards              | Meilleure collaboration rap/chant              | Nomination |
| 2011  | Nothin' on You       | 53e Grammy Awards              | Enregistrement de l'année                      | Nomination |
| 2011  | Fuck You!            | 53e Grammy Awards              | Enregistrement de l'année                      | Nomination |
| 2011  | Fuck You!            | 53e Grammy Awards              | Chanson de l'année                             | Nomination |
| 2011  | Just the Way You Are | 53e Grammy Awards              | Meilleure chanson pop d'un artiste masculin    | Lauréat    |
| 2011  | The Smeezingtons     | 53e Grammy Awards              | Producteur de l'année                          | Nomination |
| 2011  | Bruno Mars           | American Music Awards 2011     | Meilleur chanteur dans la catégorie Pop/Rock   | Lauréat    |
| 2011  | Bruno Mars           | MTV Europe Music Awards 2011   | Révélation de l'année                          | Lauréat    |
| 2012  | Bruno Mars           | NRJ Music Award 2012           | Révélation internationale de l'année           | Nomination |
| 2012  | The Lazy Song        | NRJ Music Award 2012           | Chanson internationale de l'année              | Nomination |
| 2012  | The Smeezingtons     | 54e Grammy Awards              | Producteur de l'année                          | Nomination |
| 2012  | Grenade              | 54e Grammy Awards              | Enregistrement de l'année                      | Nomination |
| 2012  | Grenade              | 54e Grammy Awards              | Chanson de l'année                             | Nomination |
| 2012  | Grenade              | 54e Grammy Awards              | Meilleur chanteur pop                          | Nomination |
| 2012  | Doo-Wops & Hooligans | 54e Grammy Awards              | Album de l'année                               | Nomination |
| 2012  | Doo-Wops & Hooligans | 54e Grammy Awards              | Meilleure performance vocale pour un album pop | Nomination |
| 2012  | Bruno Mars           | Brit Awards 2012               | Meilleur artiste solo international masculin   | Lauréat    |